# Marleen Lohse

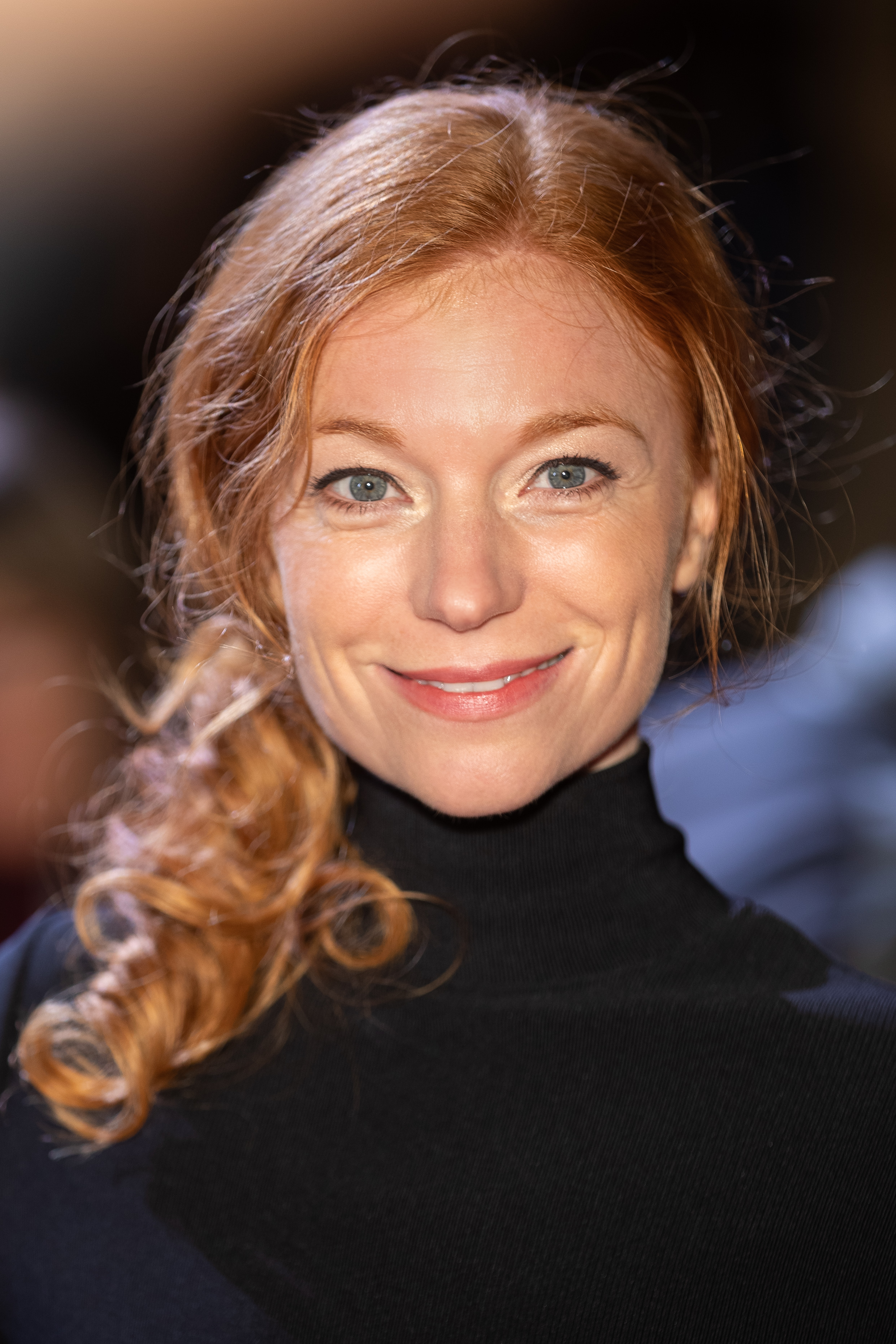
Marleen Lohse, 2019

Marleen Lohse (* 28. Februar 1984 in Soltau) ist eine deutsche Schauspielerin und Sängerin. Einem breiten Fernsehpublikum wurde sie durch die Kinderserie Die Kinder vom Alstertal und die ARD-Krimireihe Nord bei Nordwest bekannt.

## Leben

### Frühe Jahre
Marleen Lohse, Tochter eines Friseur-Ehepaars, wuchs in Hoisdorf auf und besuchte in Ahrensburg das Gymnasium. Als Kind und Jugendliche war sie im Kunstturnen aktiv. Im Alter von 14 Jahren übernahm sie in der Kinderserie Die Kinder vom Alstertal die durchgehende Rolle der Julia „Hexe“ Clement, die sie bis 2004 spielte. Parallel folgten Rollen in zahlreichen Filmen und Fernsehserien wie 2003 die der 17-jährigen Julia in Küssen verboten, Baggern erlaubt und Gastrollen in Neues vom Süderhof, Hallo Robbie! und Die Rettungsflieger.

### Ausbildung und Theater
Von 2006 bis 2010 absolvierte Lohse ein Studium an der Hochschule für Film und Fernsehen Konrad Wolf. Die Abschlussinszenierung von Sam Shephards Lügengespinst unter der Regie von Lukas Langhoff wurde beim Theatertreffen deutschsprachiger Schauspielstudierender 2010 mit dem Ensemblepreis ausgezeichnet. Im September 2011 feierte Ibsens Ein Volksfeind unter der Regie von Lukas Langhoff in Bonn Premiere. Lohses Darstellung der berufsfröhlichen Petra Stockmann wurde in den Kritiken mehrfach positiv erwähnt. Im Ballhaus Naunynstraße spielte sie eine von fünf blutdürstigen Vampirinnen in der Inszenierung Bloodshed in Divercity unter der Regie von Simone Dede Ayivi.

### Film und Fernsehen

#### Kino
Marleen Lohse gab 2007 ihr Kinodebüt in Tobi Baumanns Filmkomödie Vollidiot in einer kleineren Nebenrolle. Im selben Jahr wirkte sie in Rosa von Praunheims Improvisationsfilm Sechs tote Studenten mit. Danach war sie in einer Vielzahl weiterer Kinofilme zu sehen, u. a. in Diamantenhochzeit (2009), Maria, ihm schmeckt’s nicht! (2009), in Die Schule der magischen Tiere spielte sie eine Nebenrolle als Mama von Ida (2021 und 2018), Zimmer 205 (2011), Sushi in Suhl (2012), Frau Ella (2013) und Happy Burnout (2017). Unter dem Regisseur Erik Schmitt, mit dem sie mehrfach zusammenarbeitete, hatte Lohse in seinem ersten Langfilm Cleo, der auf der Berlinale 2019 in der Sektion Generation Weltpremiere feierte, ihre erste Hauptrolle auf der Kinoleinwand. In Schmitts Kurzfilm Berlin Metanoia von 2016, in dem sie die Hauptrolle der Kore spielte, war sie zudem am Drehbuch beteiligt.

#### Fernsehen
Im Fernsehen spielte Lohse in zahlreichen Krimiserien, darunter in den Tatort-Folgen Roter Tod (2007) und Schatten der Angst (2008). In den Jahren 2008 und 2010 wirkte sie in zwei Märchenfilmen der ARD-Fernsehreihe Sechs auf einen Streich mit. In Das tapfere Schneiderlein spielte sie in einer Nebenrolle als Magd Frederike und in Das blaue Licht übernahm sie als Prinzessin Augustine an der Seite von Christoph Letkowski und Reiner Schöne die weibliche Hauptrolle. 2013 spielte sie in dem Video zu Where You Stand von der Band Travis mit, 2016 in dem Video zu Protected der Band Keøma.
Seit 2014 gehört sie neben Hinnerk Schönemann in der ARD-Krimireihe Nord bei Nordwest als Schwanitzer Tierärztin Jule Christiansen zur Stammbesetzung.

### Hörspiel
Marleen Lohse ist regelmäßig als Sprecherin für Hörspiele aktiv. Mit Stand April 2023 sind in der ARD-Hörspieldatenbank gut 70 Projekte mit ihr aufgeführt.

### Musik
Im Jahr 2025 veröffentlicht Marleen Lohse erstmals eigene Musik, im Herbst soll ihr Debütalbum erscheinen. 

### Privates
Marleen Lohses Eltern betreiben in Hamburg-St. Georg einen Friseursalon. Seit 2021 ist sie verheiratet, das Paar lebt in einer Altbauwohnung in Berlin. Im September 2022 wurde das erste Kind des Paars geboren.

## Filmografie

### Kurzfilme
- 2006: Chinese Take Away
- 2006: Elsas Geburtstag
- 2007: Memory Effect
- 2013: Nashorn im Galopp
- 2016: Berlin Metanoia
- 2016: Santa Maria

### Kinofilme
- 2007: Vollidiot
- 2007: Sechs tote Studenten
- 2009: Diamantenhochzeit
- 2009: Maria, ihm schmeckt’s nicht!
- 2009: Résiste – Aufstand der Praktikanten
- 2011: Kein Sex ist auch keine Lösung
- 2011: Zimmer 205
- 2012: Sushi in Suhl
- 2013: Inside Wikileaks – Die fünfte Gewalt
- 2013: Frau Ella
- 2017: Happy Burnout
- 2019: Club der roten Bänder – Wie alles begann
- 2019: Cleo
- 2019: La Palma
- 2021: Die Schule der magischen Tiere
- 2022: Die Schule der magischen Tiere 2
- 2024: Die Schule der magischen Tiere 3

### Fernsehfilme und -mehrteiler
- 1999: Ich bin kein Mann für eine Frau
- 2003: Küssen verboten, Baggern erlaubt
- 2008: Mordshunger
- 2008: Das tapfere Schneiderlein
- 2010: Das blaue Licht
- 2012: Tsunami – Das Leben danach
- 2015: Zum Sterben zu früh
- 2016: Sanft schläft der Tod
- 2016: Der mit dem Schlag
- 2018: Bella Germania (Dreiteiler)
- 2019: Flucht durchs Höllental
- 2020: Unsere wunderbaren Jahre (Dreiteiler)
- 2022: Die Bürgermeisterin
- 2024: Eigentlich sollten wir (Fernsehfilm)

### Fernsehserien und -reihen
- 1997: Neues vom Süderhof (Folge Stress für Carla)
- 1998–2004: Die Kinder vom Alstertal (44 Folgen)
- 2002: Hallo Robbie! (Folge S.O.S. für Robbie)
- 2002–2007: Die Rettungsflieger (verschiedene Rollen, 3 Folgen)
- 2004: Wilde Jungs (Folge Die Auktion)
- 2004: Die Albertis (Folge Denn sie wissen nicht, was tun)
- 2005: SOKO Wismar (Folge Der Zinker)
- 2006: Krimi.de (Folge Unter Druck)
- 2006–2009: SOKO Leipzig (6 Folgen)
- 2007: In aller Freundschaft (Folge Falsche Ziele)
- 2007: Tatort: Roter Tod (Fernsehreihe)
- 2007, 2009: Notruf Hafenkante (verschiedene Rollen, 2 Folgen)
- 2008: Tatort: Schatten der Angst
- 2008: Die Pfefferkörner (Folge Abgezockt)
- 2008: Die Gerichtsmedizinerin (Folge Schlaf Kindlein, schlaf)
- 2008, 2014: Küstenwache (verschiedene Rollen, 2 Folgen)
- 2010: Kommissar Stolberg (Folge Eine Frage der Ehre)
- 2010, 2012: SOKO Stuttgart (verschiedene Rollen, 2 Folgen)
- 2010: Deadline – Jede Sekunde zählt (Folge Schlafende Hunde)
- 2010: Inga Lindström: Prinzessin des Herzens (Fernsehreihe)
- 2011: Countdown – Die Jagd beginnt (Folge Singles)
- 2011: SOKO Köln (Folge Früchte des Zorns)
- 2012: Der Cop und der Snob (Folge Der Morgen danach)
- 2012: Laim – Die Tote ohne Alibi
- 2013: Der Staatsanwalt (Folge Mitten ins Herz)
- 2013: Frauen, die Geschichte machten (Folge Elisabeth I. – Verheiratet mit England)
- 2013: Großstadtrevier (Folge Das Phantom)
- 2014: TVLab (Folge Alibi Agentur)
- 2014: Die Familiendetektivin (Folge Mütter)
- 2014: Letzte Spur Berlin (Folge Durchleuchtet)
- 2014: Der Alte (Folge Ein langsamer Tod)
- 2015–2017: Im Knast (12 Folgen)
- 2016: Nachtschicht – Ladies First (Fernsehreihe)
- 2017: Blaumacher (Folge Der Mann im Haus)
- 2018: MANN/FRAU (3 Folgen)
- 2019: Ein starkes Team: Eiskalt (Fernsehreihe)
- 2019: M – Eine Stadt sucht einen Mörder (3 Folgen)
- 2021: Katakomben (6 Folgen)
- 2021: Nachtschicht – Blut und Eisen
- 2024: Push (Folge Männer)
- seit 2014: Nord bei Nordwest (Fernsehreihe) → siehe Besetzung

## Hörspiele (Auswahl)
- 2011: Die Höhle von Benjamin Quabeck, WDR
- 2014: Der Zug von Martin Heindel, WDR[12]
- 2016: Wasserstoffbrennen von Leon Engler, Deutschlandradio Kultur
- 2018: Doberschütz und das kleinste Verbrechen der Welt von Tom Peuckert, WDR[13]
- 2018: Caiman Club, Staffel 1 (5-teilige Serie) von Edgar Linscheid und Stuart Kummer, WDR[14]
- 2018: Moabit von Volker Kutscher, WDR
- 2018: Das Fundament der Ewigkeit von Ken Follett, WDR
- 2021: Alice (8-teilige Serie) von Feo Frank, DLR und BR[15]
- 2021: Caiman Club, Staffel 3 (4-teilige Serie) von Edgar Linscheid und Stuart Kummer, WDR[16]